# Гревијева зебра
Гревијева зебра (лат. Equus grevyi) је највећа врста зебре. Препознатљива је по уским пругама и великим заобљеним ушима. Живи у источној Африци — Кенији и Етиопији. Име је добила по француском председнику Жил Гревију, коме је влада Абисиније 1880-их поклонила један примерак ове врсте.

## Опис
По изгледу се видљиво разликује од осталих врста зебри. То је највећа врста из породице коња (Equidae), ако не рачунамо домаће расе. Висока је 1,45—1,60 м у раменима и дуга 2,5—2,75 м, од главе до репа. Реп је дугачак до 75 цм. Тешка је између 350 и 450 кг.
Има веома уске и густо распоређене пруге. На врату су мало шире. Пруге су им, за разлику од осталих врста зебри, изражене и на ногама, све до копита. Једино им је стомак бео, без пруга. Уши су им веома велике и округле. Глава им је велика, издужена и уска, а грива висока и подигнута.

## Распрострањеност
Некада је живела у већем делу Кеније, Етиопије, Еритреје и Сомалије. Данас се одржала само у северној Кенији и деловима јужне Етиопије, где се налазе изоловане популације. Адаптирана је на полусушне равнице, прекривене жбуњем и густишем, иако за време суша више воли пределе богате водом.

## Исхрана
Храни се углавном травом, мада такође једе лишће, шибље и кору дрвећа. Проводи велики део дана на испаши.

## Понашање
Удружују се у мање групе за краћи период, од неколико месеци. Мужјаци углавном проводе време сами, на територији коју обележавају гомилама балеге. Паре се са женкама које лутају по њиховој територији. Мужјаци се боре између себе за територију и женке.
Женке рађају по једног младунца сваке друге године. Млади не пију воду прва три месеца живота, хранећи се само млеком.